# Кызылшин
Кызылшин (устар. Кызыл-Шин, Кош-Тал, Коштал, в верховье Бугузун) — река в России, протекает по Кош-Агачскому району Республики Алтай. Устье реки находится в 217 км от устья реки Чуи по правому берегу. Длина реки составляет 79 км, площадь водосборного бассейна — 1560 км².

## Бассейн
- 35 км: Кокоря (пр)
  - 5 км: Узунтытыгем (лв)
    - 1 км: Камтытыгем (пр)
- 43 км: Сайлюгем (лв)
- 49 км: Буйлюкем (пр)
- 60 км: Карагай (лв)
  - 4 км: Текелю (лв)
  - 8 км: Оленджулар (лв)
  - Тоштуозек (лв)
- Аккаялу-Озек (лв)
- Кочкорлу (лв)

## Данные водного реестра
По данным государственного водного реестра России относится к Верхнеобскому бассейновому округу, водохозяйственный участок реки — Катунь, речной подбассейн реки — Бия и Катунь. Речной бассейн реки — (Верхняя) Обь до впадения Иртыша.

## Галерея
|  |

|  |